# Tomás Nistal
Tomás Nistal Fernández es un ex ciclista profesional español. Nació en Valladolid el 31 de agosto de 1948. Fue profesional entre 1969 y 1977 ininterrumpidamente.
Participó en los Juegos Olímpicos de Múnich 1972, quedando en una discreta 54.ª posición.

## Palmarés
1973
- 3 etapas de la Vuelta a Navarra
- 1 etapa de la Vuelta a Polonia

1973
- 1 etapa de la Vuelta a Aragón

1974
- 1 etapa de la Vuelta a Cantabria
- 1 etapa de la Vuelta a los Valles Mineros

1975
- 1 etapa de la Vuelta a Asturias
- 3 etapas de la Vuelta a Aragón
- 1 etapa de la Vuelta a los Valles Mineros

1976
- Trofeo Luis Puig
- 1 etapa de la Semana Catalana

## Equipos
- La Casera-Peña Bahamontes (1969-1974)
- Kas (1975-1976)
- Teka (1977)